# سوخويندر سينغ (لاعب كرة قدم مواليد 1979)
سوخويندر سينغ (بالإنجليزية: Sukhwinder Singh)‏ هو لاعب كرة قدم هندي في مركز حراسة المرمى، ولد في 10 مايو 1979 في الهند. لعب مع نادي طيران الهند ونادي محمدان.